# ランク王国
『ランク王国』（ランクおうこく）は、TBS系列で1995年10月8日から2018年3月25日まで放送されていた情報バラエティ番組。

## 概要
平成時代の1990年代後期～2000年代～2010年代前期においては、長年にわたり『チューボーですよ!』（2016年12月終了）・『COUNT DOWN TV（ → CDTVサタデー、以下CDTV）』（2021年3月終了）と共に、TBSテレビの土曜日深夜（日曜日未明）の看板番組のうちの一つであった。特に『CDTV』とは、ランキングというメインテーマも共通していた。
番組はマスコットキャラクターのラルフと、女性タレントのコンビで進行する（番組開始当初は、TBSの女性アナウンサー）。8代目司会者までと10・11代目司会者の時期は、1人暮らしの女性の自宅の寝室を模した部屋 を舞台とし、9代目司会者時期はニュース番組のスタジオのようなシンプルなセットとしていた。
夏と冬の毎年2回には、放送時間を60分に拡大し、コミック・ゲームソフト・アイドル写真集の上半期・年間のランキング・コスプレ人気ランキングを発表する。通称「夏スペ」、「冬スペ」であり、ラルフと歴代の司会者全員もこう呼んでいる。
ハイビジョン制作は2010年6月13日放映分から行われている（オープニングは同年6月6日放送分より。アナログ放送ではレターボックスを付加して16:9で放映）。同年4月からは暫定措置として、画面両端に番組のタイトルロゴが付けられていた。
2000年代後半からは字幕放送を行っていた回もあるが、行わない回が次第に多くなり、後に打ち切られた。
ローカルセールス枠のため、ネット局は一部の系列局のみに限られていた。
2010年7月2日から2016年4月2日の間はCS放送のTBSチャンネルでも遅れネットが行われていた。
5代目の「かな」から8代目の「ひろぴょん」が司会を務めていた頃は、TBSによる番組公式ページとは別に独自の番組公式サイトも作られていた（現在はTBSチャンネルも独自にページを設けている）。この公式サイトには、TBSによる番組ページとは違い、司会就任後から放映前週分までの全てのランキングデータも掲載されていた。
番組のタイトルロゴは開始当初から変更されていない（ただし、一時期のオープニングCGのみ、全く異なる字のタイトルロゴを使用していた）。
2018年3月25日放送回をもって番組の放送を終了し、約23年の歴史に幕を閉じた。前週（3月18日）の放送までに番組が改編期の3月終了ということに触れることがなかったため、突然の最終週発表というかたちになった。

### ランキングのテーマ
テーマの紹介時には、動くラルフを中心に据えたCG画面を表示する。
CGは1997年4月6日放映分、2003年4月6日放映分の2回、一新している（2003年一新時は「RANKIN G」のCGは除く）。2010年のハイビジョン化の際には、「RANKIN G」用は新規のものに、その他は2003年と同じデザインのまま16:9仕様に作り替えられた。
第1回から最終回まで一貫して、ランキングのVTRへ移る時には、ラルフと司会者が元気に掛け声を出す演出としていた。多くは「チェーケラ!」であるが、「RANKIN Q」では「カモーン!ランキンキュー!」、DVDランキングでは「テイクオンラン!」と言う。また、DVDランキングではラルフは白衣にメガネをかけた博士になりきり、「うむ!」と一声発してからコメントを行う。なお、初代の進藤から9代目の星野まではラルフに対し「博士!」と言っていたが、10代目の美咲と11代目の加藤では「先生!」に言い方が変わった。
公式サイトにて
- THIS WEEKS COMIC TOP 10（コミック、毎週）
- THIS WEEKS GAME TOP 10（ゲームソフト、毎週）
- 洋楽（第1週、まれに第2週）
- アニメDVD（毎月第3週、かつてはOVAのみ）
- アイドル写真集（2月・5月・8月・11月最終週、かつては毎月最終週）
- アイドルDVD（不定期、かつては毎月第3週）
- THIS WEEKS DVD TOP 10（レンタルDVD・レンタルビデオ、不定期、かつては毎週）
- 週替わりのオリジナルランキング

街頭でのアンケート調査は「RANKIN C・G・Q」、その他は「RANKIN A・F」と題している。
ソフトドリンクや和菓子、洋菓子等のおつまみ類、家具類全般、模型類全般、携帯電話（以前はポケベル）、生活雑貨など、独自に集計したユニークなテーマを取り上げることも多い。
街頭でのアンケート調査では、主に若い女性を対象とし、芸能人のイメージなどが取り上げられる。

### 番組節目の回（TBSを基本）
| 放送回数 | 放送日         | 備考       |
| -------- | -------------- | ---------- |
| 第1回    | 1995年10月7日  | -          |
| 第100回  | 1997年10月25日 | -          |
| 第200回  | 1999年11月13日 | -          |
| 第300回  | 2001年11月24日 | [ 注釈 5 ] |
| 第400回  | 2003年12月20日 | [ 注釈 6 ] |
| 第500回  | 2006年2月18日  | [ 注釈 7 ] |
| 第600回  | 2008年3月1日   | -          |
| 第700回  | 2010年3月27日  | -          |
| 第800回  | 2012年3月24日  | -          |
| 第900回  | 2014年5月3日   | -          |
| 第1000回 | 2016年6月4日   | -          |

### 放送時間
| 期間       | 期間       | 放送曜日           | 放送時間（日本時間）  |
| ---------- | ---------- | ------------------ | --------------------- |
| 1995.10.08 | 1996.09.29 | 日曜日（土曜深夜） | 01:25 - 01:55（30分） |
| 1996.10.06 | 1999.03.28 | 日曜日（土曜深夜） | 01:35 - 02:05（30分） |
| 1999.04.04 | 2009.03.29 | 日曜日（土曜深夜） | 01:40 - 02:10（30分） |
| 2009.04.05 | 2010.03.28 | 日曜日（土曜深夜） | 01:43 - 02:13（30分） |
| 2010.04.04 | 2013.04.14 | 日曜日（土曜深夜） | 01:43 - 02:18（35分） |
| 2013.04.21 | 2013.09.29 | 日曜日（土曜深夜） | 02:13 - 02:48（35分） |
| 2013.10.06 | 2014.03.23 | 日曜日（土曜深夜） | 02:13 - 02:43（30分） |
| 2014.04.06 | 2014.05.11 | 日曜日（土曜深夜） | 01:53 - 02:23（30分） |
| 2014.05.18 | 2015.12.28 | 日曜日（土曜深夜） | 02:23 - 02:53（30分） |
| 2016.01.17 | 2016.12.25 | 日曜日（土曜深夜） | 01:53 - 02:23（30分） |
| 2017.01.08 | 2017.04.09 | 日曜日（土曜深夜） | 02:23 - 02:53（30分） |
| 2017.04.16 | 2018.03.25 | 日曜日（土曜深夜） | 02:08 - 02:38（30分） |

※国外でのスポーツ中継（マスターズ・トーナメントや世界陸上等）時は放送時間変更、或いは休止になる場合がある。また2011年より毎年7月中旬に行われている音楽特番『音楽の日』放送時は休止となる（2012年を除く）。

## 出演者

### キャラクター
ラルフ（RALPH）
声：嶋村カオル（初代）／関山美沙紀（2代目）
地球のはるか彼方の「オット星」にある「ランク王国」の王子。番組開始当初から皆勤で出演している（声の嶋村も第1回より出演していた）。
ランキング間の寸劇中には、司会者に突っ込んだりからかったりすることが多い。
ラルフのデザインは開始当初から変更されていないが、制作技術の向上に合わせ、何度か改良されている。銀色の宇宙服らしきものを着た、小さな緑のドラゴンのような姿をしている。
2010年3月28日放映分では「オット星に帰ります」と降板を匂わすような宣言をしたが、翌4月4日放映分からは舞台が変更されるのみとなり、変わらず出演している。また2012年6月3日放映分以降、嶋村の休養に伴い、関山が担当を務めている。
嶋村は2013年2月26日に死去。同年3月3日放送回の最後において、彼女の「check it out」の声と追悼メッセージが流された。
最終回では特段「オット星」の話もなく、通常通りの進行をしつつ番組が終了する説明で終了している。

### 歴代司会者
前述したように、主に芸歴の浅い20代のアイドル（3代目まではTBSのアナウンサー）が担当。8代目の「ひろぴょん」からは制作協力・T-ZONE所属のアイドルが担当している。どの歴代司会者も、司会初日には画面下にテロップで「生年月日・出身地・特技」のプロフィールを紹介するのが恒例。
ラルフに対しては、8代目の「ひろぴょん」まではタメ口で話していたが、9代目の「なっち」からはほぼ敬語で話すようになった（ただし、歴代同様にラルフに突っ込みを入れる際にはタメ口となる）。
また、8代目の「ひろぴょん」までは歴代全員、寸劇の中でコスプレを披露することが多かったが、9代目の「なっち」になってからは廃止され、なっちはミニスカートに胸の谷間を強調したスーツ姿で常に出演した。10代目の「アヤカちん」になった後も、長年普通の衣装のみの着用だったが、2015年5月23日（TBS地上波・関東地区）放送において、前々MC以来約5年2か月ぶりにエンディングの寸劇でセーラー服を着用したため、久々にコスプレが復活した。
本編に入る前のオープニングではオープニングCG・テーマとともに、放送当日のランキングが四角い枠の中で「TODAY'S MENU」としてヘッドライン形式で文字と映像で表示されるが（ただし、週によっては映像はオープニングテーマを歌うアーティストのプロモーションビデオになる）、新司会者初日にはアピールを兼ねて、その新司会者の映像もランキングとともに表示されることが恒例となっている（司会最終日の場合は初日同様スタジオの司会者の映像の表示か、ランキングの後の最後に文字で司会者の名前（例として5代目の渡辺の場合は「かな」、6代目の五和の場合は「五和」）を出すかどちらかとなっている）。歴代オープニングテーマも参照。
なお、番組自体は長寿人気番組となったものの、歴代司会者が直接顔を合わせて一堂に会する事はなかった（後述の通り、5代目司会のかなと6代目司会のさわが放送ではなくイベント上で会したのみで5代目のかなはOGゲスト）。
| 代数   | 司会者            | 愛称         | 担当期間                              | 備考                                                                                        |
| ------ | ----------------- | ------------ | ------------------------------------- | ------------------------------------------------------------------------------------------- |
| 初代   | 進藤晶子          | MAKO（マコ） | 1995年10月8日 #1 - 1997年9月          | 現在はフリー                                                                                |
| 2代目  | 小倉弘子          | HIRO（ヒロ） | 1997年10月 - 1998年9月                |                                                                                             |
| 3代目  | 広重玲子          | ひろしげ     | 1998年10月 - 1999年6月                | 現在は広報部に異動                                                                          |
| 4代目  | 河田直子 上野文子 | ナオ アヤ    | 1999年7月 - 2000年3月26日             | 当時・河田は甲南女子大学、上野は神戸松蔭女子学院大学在学中。 歴代、2人で担当した唯一の例    |
| 5代目  | 渡辺奏子          | かな         | 2000年4月2日 - 2002年9月29日          |                                                                                             |
| 6代目  | 山口五和          | さわ         | 2002年10月6日 - 2006年3月26日 #505    | 担当期間は3年半で歴代で最長 「五和」名義でスタイリストも兼任（降板後も7代目途中まで携わる） |
| 7代目  | 斎藤友紀          | ゆき         | 2006年4月2日 #506 - 2008年6月1日      | 後にグラビアデビュー                                                                        |
| 8代目  | 鎌田紘子          | ひろぴょん   | 2008年6月8日 - 2010年3月28日 #700     | [ 注釈 10 ] [ 注釈 11 ]                                                                     |
| 9代目  | 星野夏海          | なっち       | 2010年4月4日 #701 - 2012年4月1日 #801 | 本文（上記）も参照、後にグラビアデビュー 歴代司会者で「昭和」生まれ最後の担当者             |
| 10代目 | 美咲アヤカ        | アヤカちん   | 2012年4月8日 #802 - 2015年7月5日 #956 |                                                                                             |
| 11代目 | 加藤里保菜        | りほにゃん   | 2015年7月19日 #957 - 2018年3月25日    | 元iDOL Streetストリート生                                                                   |

### ゲスト
1997年に行った「人気声優ランキングTOP10」には、1位となった林原めぐみをゲストとして招いた。
その前後にも、カールスモーキー石井、広末涼子、田中麗奈、優香、前田愛、前田亜季、釈由美子など、2001年まではスペシャル版で頻繁にゲストを招いていたが、その後は2008年7月26日放映分で7月・8月のエンディングテーマを担当していた北出菜奈が出演したのみで、ゲストが登場することは基本的になくなった。

## 番組終了時点のスタッフ
- 構成：伊東雅司、加藤智久、佐藤がっかり
- TK：滝本優子
- 音効：宮下博国
- CG：森 康人
- カメラ：所真沙樹
- 照明：三宅由紀、石川芳雄、日下 圓、桐生孝芳、熊田毅
- 音声：菅生貴弘、笠松俊介
- 編集：清水堅介、滝 翔太
- MA：芝岡亜紗美
- 協力：東通、ユミックス、GTV、他
- 衣装協力：RETRO GIRL
- 編成：上田淳也
- メイク：上田 忍、原田みなみ、清水彩美、西野れい
- AD：高島さんとす、龍石由依子
- ディレクター：和泉大樹、山崎(﨑)洋人、田中 葉、桐原悠太
- プロデューサー：百武健之、冨沢直子（両者とも第1回より一貫して担当・両者ともTIX'ヨ所属、後にT-ZONE、百武→演出の回あり）
- 制作協力：T-ZONE
- 製作：TBS、TIX'ヨ

### 過去のスタッフ
- 構成：桜井達四(たつし)
- TK：常藤直子
- CG：松沼康隆、酒井高夫、講元美香
- カメラ：橋場照幸、戸田晃康、谷口博(敦)俊、松永拓也
- 照明：夏目知彦、石塚和孝
- VE：大野典明
- 音声：宮田泰司、天野智帆、富井貴弘
- 編集：山田かをり、馬場 温、甲斐伸吾、高山正幸、佐藤 彩
- MA：高橋真弓、池田洋子、赤川 淳、谷沢宗明
- 協力：ザ・チューブ
- 衣装協力：CECIL McBEE → C.C
- メイク：加納ひろみ、平本智美
- AD：千葉晃嗣、二葉 淳、小泉咲子
- ディレクター：大橋昭仁、松下浩二、浅水 歩
- スタイリスト：立山功、五和（2005年 - 2008年）
- 編成：前田麻友、吉本香苗、嵯峨祥平、中井芳彦（中井→一時離脱→復帰した時期あり）
- メディアプロデューサー：安江 圭

## ネット局

### 放送終了までの放送局
- 全編ローカルセールス枠のため、同時・遅れを問わず、局によっては特別番組等により休止の場合があった。
- 当番組は、TBSテレビを含む2局で放映されていた。
- 上記で表記したとおり、放送時間が何度か変更されていた。1999年4月4日以降は、長年に渡って1時40分からの開始だったが、2009年4月5日より、放送開始時刻が従来の1時40分から3分繰り下げられ（翌週の4月12日は除く）、さらに2010年4月4日からは5分延長されている。2013年10月6日からは再び30分番組に戻り、現在に至る。2013年4月21日以降は『大久保じゃあナイト』放送開始のため、30分繰り下げられ、2時13分の開始に、2014年4月6日以降は時間が20分繰り上げられ、1時53分からの開始となったが、5月18日以降は『Sing! Sing! Sing!』放送開始のため、30分繰り下げられ、2時23分からの開始となっている。2016年1月17日以降は上記番組の終了に従い、開始前の放送時間に戻った。2017年1月15日から『恋んトス』[3]放送開始のため、30分繰り下げられ、2時23分の開始となったが、2017年4月16日以降は恋んトスの終了とCOUNT DOWN TVの15分拡大により、2時08分開始となっていた。

| 放送対象地域 | 放送局            | 放送日時                     | 放送日の遅れ | 備考        |
| ------------ | ----------------- | ---------------------------- | ------------ | ----------- |
| 関東広域圏   | TBSテレビ（TBS）  | 日曜 2:08 - 2:38（土曜深夜） | 同時ネット   | 制作局      |
| 北海道       | 北海道放送（HBC） | 日曜 2:08 - 2:38（土曜深夜） | 同時ネット   | [ 注釈 13 ] |

### 過去のネット局
テレビ山梨（UTY）、テレビ山口（tys）を除く全ての系列局では、過去にレギュラー放送がネットされたことがある。
| 放送対象地域   | 放送局                    | 放送期間                                                                                             | 備考                                      |
| -------------- | ------------------------- | --- | ----------------------------------------- |
| 青森県         | 青森テレビ（ATV）         | 1997年7月5日 - 2005年3月26日                                                                         | 同時ネット                                |
| 岩手県         | IBC岩手放送（IBC）        | 1998年4月 - 1999年3月27日                                                                            | 同時ネット                                |
| 宮城県         | 東北放送（TBC）           | 1995年10月7日 - 2017年9月28日                                                                        | 同時ネット(末期を除く)                    |
| 山形県         | テレビユー山形（TUY）     | 不明 - 2002年3月30日                                                                                 | 同時ネット                                |
| 福島県         | テレビユー福島（TUF）     | 不明 - 1999年3月27日 2003年4月4日 - 2009年4月25日 2010年4月3日 - 2013年4月13日 2016年1月9日 - 7月9日 | 同時ネット                                |
| 長野県         | 信越放送（SBC）           | 不明 - 2004年9月30日 2014年4月5日 - 5月10日 2016年1月16日 2017年4月2日 - 10月1日                     | 同時ネット(2014年・2016年のみ)            |
| 新潟県         | 新潟放送（BSN）           | 1995年10月11日 - 2010年3月29日                                                                       | 同時ネット（末期を除く）                  |
| 静岡県         | 静岡放送（SBS）           | 1995年10月8日 - 2016年4月2日                                                                         | 同時ネット（末期を除く）                  |
| 富山県         | チューリップテレビ（TUT） | 1997年10月5日 - 2005年10月1日                                                                        | 同時ネット（開始初期を除く）              |
| 石川県         | 北陸放送（MRO）           | 1996年10月5日 - 2013年3月30日 2014年1月11日 - 2015年9月5日                                           | 同時ネット（末期を除く）                  |
| 中京広域圏     | 中部日本放送（CBC）       | 1995年10月7日 - 2005年10月5日 2009年4月15日 - 2010年7月6日                                           | 現：CBCテレビ 同時ネット（2000年9月まで） |
| 近畿広域圏     | 毎日放送（MBS）           | 1995年10月12日 - 1996年3月28日 不明 - 2009年3月25日                                                  | 遅れネット                                |
| 岡山県・香川県 | 山陽放送（RSK）           | 1997年10月4日 - 2009年9月29日                                                                        | 同時ネット（末期を除く）                  |
| 広島県         | 中国放送（RCC）           | 1995年10月7日 - 1996年9月28日                                                                        | 同時ネット                                |
| 鳥取県・島根県 | 山陰放送（BSS）           | 2014年4月5日 - 2017年4月1日                                                                          | 同時ネット                                |
| 愛媛県         | あいテレビ（ITV）         | 不明 - 2001年                                                                                        | 同時ネット（末期は金曜深夜に遅れネット）  |
| 高知県         | テレビ高知（KUTV）        | 1997年4月 - 1999年3月27日                                                                            | 同時ネット                                |
| 福岡県         | RKB毎日放送（RKB）        | 1995年10月9日 - 1996年3月25日 2006年4月1日 - 2009年3月28日                                           | 同時ネット（2006年以降）                  |
| 大分県         | 大分放送（OBS）           | 2000年頃                                                                                             |                                           |
| 長崎県         | 長崎放送（NBC）           | 不明 - 1999年3月27日                                                                                 | 同時ネット                                |
| 熊本県         | 熊本放送（RKK）           | 不明 - 2010年3月27日                                                                                 | 同時ネット                                |
| 宮崎県         | 宮崎放送（MRT）           | 1996年4月 - 2000年10月28日                                                                           | 同時ネット                                |
| 鹿児島県       | 南日本放送（MBC）         | 不明 - 2002年3月30日 2016年1月16日 - 10月1日                                                         | 同時ネット                                |
| 沖縄県         | 琉球放送（RBC）           | 不明 - 2001年3月 2006年4月1日 - 2007年7月28日                                                        | 同時ネット（2006年以降）                  |
| 日本全国       | TBSチャンネル1            | 2010年7月2日 - 2016年4月2日                                                                          | 遅れネット                                |

## 歴代オープニングテーマ
オープニングでは長年にわたりその曲の歌詞にあわせた演出・ストーリー風でラルフが登場するOPCGを曲更新ごとに1回新規制作していたが先述のとおり、HD製作化された2010年6月期から2007・2008・2009年度の流用のみとなった。
オープニングテーマは2015年1月31日放送で一旦廃止されたが、同年4月5日から再開している。
1995年
- 「AQUARIUS」HIM（10・11月度） ※番組初代のオープニングテーマ。

1996年
- 「SHOOTING STAR」HIM（4・5月度）
- 「Shiny Lucky Lady」大橋利恵（10・11月度）
- 「Love Is A Wonderful Thing」ファティマ・レイニー（12・1997年1月度）

1997年
- 「Special Love」米米CLUB（2・3月度）
- 「Trust You」Be-B（4・5月度）
- 「melody」Ram Jam World（6・7月度）
- 「Darling, Darling」honey honey

1998年
- 「Break out Emotion」知念里奈（2・3月度）
- 「make love」PENICILLIN（4・5月度）
- 「COSMIC DOLPHIN!」The Turtles（6・7月度）
- 「夏はオーライ」C.J.ルイス（8・9月度）
- 「NEVER END」SIAM SHADE（10・11月度）
- 「Breath」Laputa（12・1999年1月度）

1999年
- 「最短距離で」小松未歩（4・5月度）
- 「0 EDIT」7HOUSE（8・9月度）
- 「LOVE FORMULA-FREEDOM-」TWO-MIX（10・11月度）

2000年
- 「NAKED DANCE」TWO∞MIX（2・3月度）
- 「アイシアッテマス?」キーヤキッス（6・7月度）
- 「Lucky Girlで行こう」キーヤキッス（8・9月度）
- 「私の彼は石油王」キーヤキッスぱにっく（10・11月度）
- 「Love Graduation」椎名へきる（12・2001年1月度）

2001年
- 「Tokyo taste」Strawberry JAM（4・5月度）
- 「太陽」Pink PANDA（6・7月度）
- 「MAKE UP YOUR MIND」EARTH（8・9月度）
- 「激情」DASEIN（10・11月度）
- 「Don't stop the music」今井絵理子（12月、2002年1月度）

2002年
- 「So Into You」倖田來未（2・3月度）
- 「Treasure」天野月子（4・5月度）
- 「禁断の森 feat. CORN HEAD & RUDE BOY FACE」MOOMIN（6・7月度）
- 「Air」上原多香子（8・9月度）
- 「SOUL」LIV（10・11月度）
- 「believe」椎名へきる（12月、2003年1月度）

2003年
- 「ウェカピポ」SOUL'd OUT（2・3月度）
- 「ウグイス」スネオヘアー（4・5月度）
- 「極楽鳥〜Bird of Paradice〜」Orange pekoe（6・7月度）
- 「ココロエ」EAST END（8・9月度）
- 「雨の日に恋をした」石川知亜紀（12・2004年1月度）

2004年
- 「OPEN COLOR」星井七瀬（2・3月度）
- 「1,000,000 MONSTERS ATTACK」SOUL'd OUT（4・5月度）
- 「愛のチカラ」COOL JOKE（8・9月度）
- 「ひとりじゃないのよ feat. SONOMI」KREVA（10・11月度）
- 「December」Skoop On Somebody

2005年
- 「STORY」dream（2・3月度）
- 「Freak into The Music」smorgas（4・5月度）
- 「夏の夕暮れ」THC!!（6・7月度）
- 「Days」HIGH and MIGHTY COLOR（8・9月度）
- 「パシオン」Buzy（10・11月度）
- 「Cassis」the GazettE（12・2006年1月度）

2006年
- 「Super Stereo」Summer Snow Surprise（2・3月度）
- 「Colony」少年カミカゼ（4・5月度）
- 「Real Thing」Rhymescientist（6・7月度）
- 「御手紙」シド（8・9月度）
- 「会いたかった」AKB48（10・11月度） ※エンディングテーマにも使用。
- 「nukumori」MCU（12・2007年1月度）

2007年
- 「辿り着く場所」HIGH and MIGHTY COLOR（2・3月度）
- 「きずな feat. MEGARYU」PANG （4・5月度）
- 「ワンマンショウ」LITTLE（6・7月度）
- 「GOODIE MEMORIES」日之内エミ（8・9月度）
- 「Supremacy」LUV AND RESPONSE （10・11月度）
- 「Bell the CAT」LM.C（12・2008年1月度）

2008年
- 「歌にして贈る言葉」MEGARYU（2・3月度）
- 「MOTHER」SEAMO（4・5月度）
- 「I.L.X」JUNE（6・7月度）
- 「晴れ渡る空」FREEASY BEATS（8・9月度）
- 「DOLL」SCANDAL（10・11月度）
- 「SNOW FLAKE 〜記憶の固執〜」FLOW（12・2009年1月度）

2009年
- 「Venom」加藤和樹（2・3月度）
- 「Sing a song!」平野綾（4・5月度）
- 「I WILL」AZU（6・7月度）
- 「I LOVE YOUが言えなくて」MAY'S（8・9月度）
- 「サナトリウム」Plastic Tree（10・11月度）
- 「キスの流星」ノースリーブス（12・2010年1月度）

2010年
- 「遠恋歌」Sunya（2・3月度）
- 「行くぜっ!怪盗少女」ももいろクローバー（4・5月度）
- 「キラキラ」DOMINO（6・7月度）
- 「花びら」メガマソ（8・9月度）
- 「2人の星〜離れていても〜」bump.y（10・11月度）
- 「Be with you」SUPER☆GiRLS（12・2011年1月度）

2011年
- 「C-嬢 feat. TAKA from Clef」LGYankees（2・3月度）
- 「少女飛行」ぱすぽ☆（4・5月度）
- 「1st Place」三代目J Soul Brothers（6・7月度）
- 「フラッシュバック、夏。」RHYMESTER（8・9月度）
- 「君でよかった」Spontania（10・11月度）
- 「ネバギバYeah!」SHU-I（12・2012年1月度）

2012年
- 「神様のすみか」Applicat Spectra（2・3月度）
- 「Day by Day〜キミと一緒に」 ミルキィホームズ（4・5月度）
- 「PARTY! PARTY!」水樹奈々（6・7月度）
- 「ボカロがライバル☆」吉木りさ（8・9月度）
- 「LIGHTNING」lynch.（10・11月度）
- 「アヴァロン・ブルー」藍井エイル（12・2013年1月度）

2013年
- 「C.P.U !?」Cheeky Parade（2・3月度）
- 「ドキドキDOCKIN'」PINKEY（4・5月度）
- 「君のハートに解き放つ!」Doll☆Elements（6・7月度）
- 「BANG BANG 鼓笛サンバ」小桃音まい（8・9月度）
- 「Jumpin' Bunny Flash!!」ゆいかおり（10・11月度）
- 「Beautiful」CREAM（12月・2014年1月度）

2014年
- 「STARTING OVER」青山☆聖ハチャメチャハイスクール（2・3月度）
- 「LUCKY DUCKY!!」ゆいかおり（4・5月度）
- 「リアルリア充（仮）」椎名ぴかりん（6月・7月度）
- 「Twinkle World feat. 初音ミク」八王子P（8月・9月度）
- 「ツナガルオモイ」藍井エイル（10月・11月度）
- 「SNOW DISTANCE」palet（12月・2015年1月度）

2015年
- 2月・3月度は無し
- 「好きだって言えなくて」田村ゆかり（4月・5月度）
- 「Tell me why 生まれて来た意味を知りたい」Chu-Z（6月・7月度）
- 「デスクトップ・シンデレラ feat. 初音ミク」八王子P（8月・9月度）
- 「地球（ほし）に針」nano.RIPE（10月・11月度）
- 「Love of My Life」INFINITE（12月・2016年1月度）

2016年
- 「スタートライン」フラップガールズスクール（2月・3月度）
- 「恋をしている目をしている」しなまゆ（4月・5月度）
- 「Chuしたい」つりビット（6月・7月度）
- 「仮面ミーハー女子」ЯeaL（8月・9月度）[4]
- 「本当本気」BiSH（10月・11月度）
- 「虹とトキメキのFes」アイドルカレッジ（12月・2017年1月度）

2017年
- 「I Promise ～誓い～」メロディー・チューバック（2月・3月度）
- 「Cover Girl」加治ひとみ（4月・5月度）
- 「Still Alive」B'z（6月・7月度）
- 「隼」Brian the Sun（8月・9月度）
- 「1010～とと～」つりビット（10月・11月度）
- 「Next Moment」暁音（12月・2018年1月度）

2018年
- 「Despacito」Beverly（2月・3月度）

## 歴代エンディングテーマ
- 「100℃」CRIPTON
- 「Believe Yourself」露崎春女
- 「a puzzle」MIO
- 「オールスター」スマッシュ・マウス
- 「Sentimental Affair」Harvest
- 「ジミーはいかしたブラザー」NICOTINE
- 「セレブレーション」ファティマ・レイニー
- 「Best Friend」JoJo
- 「ポップ」イン・シンク
- 「ベアフット・イン・ネグリル」インナー・サークル
- 「ため息は白く...君は遠く...」nothin' but love
- 「THE PEOPLE」ザ・ミュージック（2002年8・9月度）
- 「Hey Girl feat.CORN HEAD」OZROSAURUS（2002年10・11月度）
- 「HAPPY&SONG」Missile Girl Scoot（2002年12・1月度）
- 「DETONATOR」YKZ（2003年4・5月度）
- 「Love ALone」jamzvillage（2003年10・11月度）
- 「気持ち」SHY
- 「花」Meyou（2004年2・3月度）
- 「ANGEL」カーネーション（2004年4・5月度）
- 「GET BACK IN LOVE」HI-D
- 「Welcome To My Life」シンプル・プラン（2004年10・11月度）
- 「ホリデイ」グリーン・デイ（2005年2・3月度）
- 「Visualize」伊沢麻未（2005年4・5月度）
- 「ルーズ・コントロール (Feat. シアラ & ファット・マン・スクープ)」ミッシー・エリオット（2005年6・7月度）
- 「SWEET WAY」faith（2005年10・11月度）
- 「ビリーヴ・ミー」フォート・マイナー（2005年12・1月度）
- 「SHUFFLE DAYZ」SOUL'd OUT（2006年2・3月度）
- 「SOS」リアーナ（2006年4・5月度）
- 「クレイジー」ナールズ・バークレイ（2006年6・7月度）
- 「会いたかった」AKB48
- 「Me & U」キャシー（2006年10・11月度）
- 「One more time」So' Fly（2007年2・3月度）
- 「サヨナラ」MCU（2007年4・5月度）
- 「CHERISH」AZU（2007年6・7月度）
- 「HOT STUFF(LET'S DANCE)」クレイグ・デイヴィッド（2007年10・11月度）
- 「ジャスト・ファイン」メアリー・J. ブライジ（2007年12・1月度）
- 「キセキ」Bahashishi（2008年2・3月度）
- 「今夜はロウ☆ロウ☆ロウ」 フロー・ライダー（2008年4・5月度）
- 「PUNK&BABYs」北出菜奈（2008年6・7月度）
- 「KAMIKAZE」D'espairsRay（2008年8・9月度）
- 「Everytime」TARO SOUL（2008年10・11月度）
- 「Winter Garden」GIRL NEXT DOOR（2008年12・1月度）
- 「LAST SNOW」松下優也（2009年2・3月度）
- 「ジャスト・ダンス feat.コルビー・オドニス」レディー・ガガ（2009年4・5月度）
- 「ノック・ユー・ダウン feat. Ne-Yo&カニエ・ウェスト」ケリー・ヒルソン（2009年6・7月度）
- 「ソー・ファイン」ショーン・ポール（2009年8・9月度）
- 「イグノランス」パラモア（2009年10・11月度）
- 「Next Life」SHANADOO（2009年12・1月度）
- 「ワッチャ・セイ、僕のせい」ジェイソン・デルーロ（2010年2・3月度）
- 「リプレイ」アイヤズ（2010年4・5月度）
- 「ワン・タイム」ジャスティン・ビーバー（2010年6・7月度）
- 「ラヴ・ハーツ feat.COMA-CHI」ティニーシャ・ケリー（2010年8・9月度）
- 「ギンモクセイ」曽根由希江（2010年10・11月度）
- 「ジャスト・ザ・ウェイ・ユー・アー」ブルーノ・マーズ（2010年12・1月度）
- 「チェック・イット・アウト feat. ウィル・アイ・アム」ニッキー・ミナージュ（2011年2・3月度）
- 「ボディー・ショット(featuring リュダクリス)」ケイシー・バタグリア（2011年4・5月度）
- 「プライス・タグ　feat.B.o.B」ジェシー・J（2011年6・7月度）
- 「ドント・ワナ・ゴー・ホーム〜魅せてよ、トゥナイト」ジェイソン・デルーロ（2011年8・9月度）
- 「GIMME GIMME」MADEMOISELLE YULIA（2011年10・11月度）
- 「フィール・グッド・インク」ゴリラズ（2011年12・1月度）
- 「フオール・アバウト・トゥナイト」ピクシー・ロット（2012年2・3月度）
- 「ハッピーピルズ 幸せの特効薬」ノラ・ジョーンズ（2012年4・5月度）
- 「ONESTAR」Mix Speaker's,Inc.（2012年6・7月度）
- 「鳴らない電話」崎本大海（2012年8・9月度）
- 「サイエンスガール ▽ サイレンスボーイ」さくら学院 科学部 科学究明機構ロヂカ?（2012年10・11月度）
- 「グラッド・ユー・ケイム」ザ・ウォンテッド（2012年12・1月度）
- 「泣いてる獣」ユリカ/花たん（2013年2・3月度）
- 「クレイジー・セクシー・ワイルド」インナ（2013年4・5月度）
- 「Scrash」Aldious（2013年6・7月度）
- 「セカイノオワリ」R指定（2013年8・9月度）
- 「gossip -ゴシップ-」Lycaon（2013年10・11月度）
- 「幻想曲WONDERLAND」i☆Ris（2013年12・1月度）
- 「千本桜」和楽器バンド（2014年2・3月度）
- 「天樂」和楽器バンド（2014年4・5月度）
- 「I Love You And Kiss Me」THE TEENAGE KISSERS（2014年6・7月度）
- 「踊ろよ、フィッシュ」つりビット（2014年8・9月度）
- 「Loneliness」つばさFly（2014年10・11月度）
- 「ヒマワリと星屑 -English Version-」東京女子流（2014年12・1月度）
- 「ブーム・クラップ」チャーリーXCX（2015年2月度）
- 「リヴィング・フォー・ラヴ」マドンナ（2015年3月度）
- 「みんな絶対キミが好き」春奈るな（2015年4・5月度）
- 「Boyfriend -A.S.A.P-」Faint⋆Star（2015年6・7月度）
- 「命短し走れよ乙女」ANNA★S（2015年8・9月度）
- 「うさぎのきもち」デスラビッツ（2015年10・11月度）
- 「Summer Madness feat. Afrojack」三代目J Soul Brothers from EXILE TRIBE（2015年12月度）
- 「R.Y.U.S.E.I.」三代目J Soul Brothers from EXILE TRIBE（2016年1月度）
- 「Bye Bye ～君といた春～」たんこぶちん（2016年2・3月度）
- 「銀河鉄道999」Cupitron（2016年4・5月度）
- 「うさぎストリーム2」デスラビッツ（2016年6・7月度）
- 「限りなく冒険に近いサマー」虹のコンキスタドール（2016年8・9月度）
- 「Pride」X4（2016年10・11月度）
- 「yours feat. JILLE」keeno（2016年12・1月度）
- 「UG stepper feat. MIZ」強がりセンセーション（2017年2・3月度）
- 「In My Hi-Heel」加治ひとみ（2017年4・5月度）
- 「伝えたいこと、ちゃんと伝えなくちゃ」J☆Dee'Z（2017年6・7月度）
- 「曖昧ライア feat. 初音ミク」八王子P（2017年8・9月度）
- 「イチカバチカ」RECOJO（2017年10・11月度）
- 「【予想外】もう無理です…」カイワレハンマー（2017年12・1月度）
- 「私このままでいいのかな」BoA（2018年2月度）
- 「Y.M.C.A.」、「空」、「BIG CITY RODEO」、「AGEHA」GENERATIONS from EXILE TRIBE（2018年3月度）

## 関連商品
- ランク王国 141ランキング一挙公開!!（角川春樹事務所） - 1997年7月 ISBN 9784894560666
- ランク王国 presents パラパラ王国 - 2000年07月05日
- もーしょんパラダイス（パイオニア） - 2001年07月17日。CDTVとランク王国のキャラクターが登場するカラオケ用ダンス映像ソフトウェア。

"もーしょんパラダイス"のサービス提供を開始
オガワモデリング

## その他
- 2003年12月20日放送の通算400回を控えた2003年12月17日には、青山の「クラブオービエント」にて「祝!!400回記念 ランク王国ファン感謝イベント」と題したイベントが開催され、公開収録も行われた。また、司会は当時のMC・山口五和だったが、スペシャルゲスト兼司会として前MCの渡辺奏子が招かれた。当番組で前後のMCがそろっての司会担当はこの時だけである。
- 『ハヤテのごとく!』の第110話に登場人物の人気投票の結果を発表するというエピソードから、本番組の名前を用いて『三千院ランク王国〜ラルフはメカなのか怪獣なのか〜』というサブタイトルが付けられた。
- その話が収録された第11巻がコミックランキングの第3位にランクインした際には、「人気の登場人物を完全チェック。最新キャラクターランキング」と紹介された。
- 2014年7月9日放送分の『水曜日のダウンタウン』で「ランク王国のテーマどうでもよすぎる説」として過去に放送された「RANKIN Q」が紹介された。詳細は穴埋め系で、「○んこ」（2009年1月17日放送分）と○ックス（2012年9月8日放送分）である。[注釈 32]。2016年3月23日放送分の同番組では当番組とのコラボレーションが行われており、同番組の出演者であるダウンタウンがパジャマ姿で登場した[5]。この時のラルフは普段のツッコミを一切せず、ボケに徹した一方、ダウンタウンはラルフにツッコミやイジりを幾度かしていた。
- 2020年5月28日放送分の『ハライチのターン!』(TBSラジオ)で番組エンディングのラルフリクエストのコーナーに本物のラルフ(声 - 関山美沙紀)が登場。澤部佑がラルフの無茶振りに応えられなかった為、この回を持ってコーナーは終了した。